# 段春来
段春来，中华人民共和国政治人物、外交官。1996年，接替赵惠民担任中华人民共和国驻贝宁大使。1999年，由袁国厚接任。